# Oktos–Saint-Quentin
Oktos–Saint-Quentin, Saint-Quentin–Oktos–MBK, Saint-Quentin–Oktos oder MBK–Oktos–Saint-Quentin war ein ehemaliges französisches Radsportteam, das von 1999 bis 2004 bestand.

## Geschichte
Das Team wurde 1999 unter der Leitung von Pascal Cordier gegründet. Im ersten Jahr wurden Platz 2 beim Memorial Philippe Van Coningsloo, Platz 4 beim Grand Prix Cycliste La Marseillaise, Platz 5 beim Flèche Ardennaise und Platz 6 bei der La Côte Picarde erreicht. 2000 wurden neben den Siegen zweite Plätze beim Omloop van het Houtland und beim Henk Vos Memorial, Platz 3 bei der Boucles de l’Aulne, fünfte Plätze bei der Nokere Koerse und beim Grand Prix de Rennes sowie Platz 6 beim Grote Prijs Jef Scherens und Platz 7 bei der Tour du Limousin erwirkt. 2001 wurden ein zweiter Platz bei der Trofeo Città di San Vendemiano, ein vierter Platz bei Tro-Bro Léon, ein sechster Platz bei der Tour of Japan, ein achter Platz bei A Travers le Morbihan sowie ein elfter Platz bei der Tour de Beauce erreicht. 2002 kamen zusätzlich zu den Siegen Platz 2 bei der Tour du Doubs, dritte Plätze bei der Boucles de l’Aulne und der Berner Rundfahrt, vierte Plätze bei der Tour de l’Ain und der A Travers le Morbihan, fünfte Pläze bei der Trophée des Grimpeurs und beim Grand Prix des Nations, sechste Plätze beim Chrono des Herbiers und bei der Route Adélie de Vitré sowie Platz 13 beim Grand Prix Midi Libre und Platz 15 bei der Tour de Suisse hinzu. 2003 wurde zweite Plätze bei Paris-Correze und beim Grand Prix S.A.T.S., Platz 3 bei Grand Prix de Rennes, vierte Plätze bei der Schynberg-Rundfahrt und bei GP de Villers-Cotterêts, fünfte Plätze beim Grand Prix de Wallonie und E.O.S. Tallinn, Platz 6 bei Paris-Camembert und achte Plätze beim Scheldeprijs und beim GP Aarhus erzielt. 2004 konnte das Team Platz 2 beim Grand Prix de Rennes, Platz 3 bei der Boucles de l’Aulne, vierte Plätze beim Le Samyn, Grand Prix d’Isbergues und Grand Prix d’Isbergues, Platz 5 bei Dwars door Vlaanderen, Platz 7 beim Grand Prix de Denain und Platz 9 bei der Route du Sud erwirkten. Am Ende der Saison 2004 wurde das Team aufgelöst.
Hauptsponsoren in unterschiedlicher Reihenfolge waren der französische Fahrradhersteller MBK, die Region Saint-Quentin und der französischer Sportartikelhersteller Oktos.

## Doping
2002 wurde Laurent Paumier nach dem Gewinn der 5. Etappe beim Grand Prix du Midi Libre positiv auf Corticosteroide getestet. Er wechselte im Juli 2002 zu AG2R Prévoyance und wurde nach Bekanntgabe des positiven Tests suspendiert. 2003 wurde Ivailo Gabrovski vor dem Start der Driedaagse van West Vlaanderen vorsorglich wegen einem Hämatokrit-Wert von größer als 50 % aus dem Rennen genommen. 2004 wurde Jean-Michel Tessier bei einem Rennen positiv auf Amphetamin getestet.
Einige Fahrer schiene in die Cahors-Affäre oder „Pot Belge“-Affäre verwickelt zu sein.

## Erfolge
1999
- Tro Bro Leon

2000
- zwei Etappen Ster der Beloften
- eine Etappe Tour de Normandie
- eine Etappe Tour de Bretagne Cycliste
- eine Etappe Tour de l’Ain

2001
- zwei Etappen Vuelta a Navarra
- eine Etappe Giro Ciclistico d'Italia
- Lettischer Meister – Straßenrennen

2002
- eine Etappe Tour de Suisse
- Tour de la Somme
- eine Etappe Grand Prix Midi Libre
- eine Etappe Tour de l’Avenir
- eine Etappe Circuit Cycliste Sarthe
- eine Etappe Tour du Limousin
- eine Etappe Tour de Beauce

2003
- Gesamtwertung und eine Etappe Tour de la Somme
- Gesamtwertung und eine Etappe Bulgarien-Rundfahrt
- eine Etappe Tour de Picardie
- Bulgarischer Meister – Einzelzeitfahren

2004
- Gesamtwertung und eine Etappe Tour de la Somme
- Tour Poitou-Charentes en Nouvelle-Aquitaine
- eine Etappe Tour du Limousin
- eine Etappe Circuit de Lorraine
- eine Etappe Bulgarien-Rundfahrt
- eine Etappe Prix de la Slantchev Brjag
- eine Etappe Tour de la Manche
- Kasachischer Meister – Straßenrennen
- Bulgarischer Meister – Einzelzeitfahren

## Bekannte ehemalige Fahrer
- László Bodrogi (1999)
- Linas Balčiūnas (1999–2000+2003)
- Saulius Ruškys (1999–2000+2004)
- Sergey Krushevskiy (2002–2004)
- Pierre Bourquenoud (2002)
- Jean Nuttli (2002)
- Eddy Lembo (2002–2004)
- Christophe Rinero (2002–2003)
- Iwajlo Gabrowski (2003–2004)
- Jeremy Hunt (2003)